# Fundação Orquestra Jovem Nacional Sul-Africana
A Fundação Orquestra Jovem Nacional Sul-Africana (em inglês: South African National Youth Orchestra Foundation, SANYOF) é uma organização de educação musical. À parte de todas as iniciativas da fundação, eles organizam um curso anual de jovem orquestra, onde ícones da música clássica - Orquestra Jovem Nacional Sul-Africana, Orquestra do Concerto Nacional Sul-Africana, Orquestra Sopro Nacional Sul-Africana e a Orquestra de Cordas Nacional Sul-Africana. Os membros dessas orquestras tem entre quatorze e vinte e cinco anos.

## História
O primeiro concerto aconteceu como um acampamento musical em Hartbeespoort Dam em 1964, com oitenta e sete participantes, organizada pelos professores da Sociedade de Música Sul-Africana. Os pioneiros incluem  Korie Koornhof, Arthur Wegelin, Paul Loeb van Zuilenburg e Diane Heller juntos com o primeiro maestro, Leo Quayle. 